# Canale ialoideo

Struttura dell'occhio umano

Il canale ialoideo (o canale di Cloquet o hyaloid canal) è un canale che percorre il corpo vitreo dell'occhio, dalla papilla ottica (punto in cui le fibre nervose convergono per formare il nervo ottico) fino alla fossa ialoidea (parte posteriore del cristallino).
Nel periodo fetale conteneva l'arteria ialoidea che portava nutrimento al cristallino e che, tranne in alcuni casi dove può rimanere e creare problemi, è assente in età adulta.